# Stereomyrmex
Stereomyrmex – rodzaj mrówek z podrodziny Myrmicinae, obejmujący dwa gatunki znane z pojedynczych okazów. Gatunkiem typowym jest Stereomyrmex horni.